# Arnold II van Hulsberg
Arnold II van Hulsberg heer van Schaloen (ca. 1344 - voor 1414). Hij was een zoon van Arnold I van Hulsberg heer van 't goed Struversgracht en voogd voor het Land van Valkenburg in 1330 (ca. 1318-1374) en een dochter van Johan van Donmartin ridder en heer van Duras
Hij trouwde (1) met Greta I van den Eyschen (Eys) (ca. 1352-). Haar zuster Jutta van den Eyschen / Eys (ca. 1350-) trouwde met Johan II van Hoensbroeck. Zij was de dochter van Dirk Mulrepas van Eysch heer van Eys (ca. 1325-).
Uit het huwelijk van Arnold en Greta zijn geboren:
- Johan II van Hulsberg heer van Schaloen en schout (ca. 1371-)
- Frank van Hulsberg (ca. 1372-)
- Frederik van Hulsberg (ca. 1374-)

Hij trouwde (2) met Catharine van de Broich (ca. 1345-) en had met haar 1 zoon:
- Reinier I van Hulsberg-van Schaloen (1378-)